# Giannelli Imbula
Gianelli Imbula Wanga (* 12. September 1992 in Vilvoorde) ist ein belgischer ehemaliger Fußballspieler.

## Karriere

### Verein
Imbula stammt unter anderem aus der Jugend von EA Guingamp, spielte dort lange in der 1. Mannschaft und wechselte 2013 weiter zu Olympique Marseille. Sein Debüt für den neuen Klub gab er am ersten Spieltag der Saison 2013/14 beim 1:3 im Spiel gegen EA Guingamp. Am 1. Juli 2015 ging er zum portugiesischen Erstligisten FC Porto. Anfang Februar 2016 wurde er von Stoke City verpflichtet. Von dort wurde er nacheinander an den FC Toulouse, Rayo Vallecano und zuletzt an US Lecce verliehen, ehe er im Februar 2020 fest zum FK Sotschi wechselte. Dort wurde sein Vertrag im September vorzeitig aufgelöst und Imbula war bis zum März 2021 ohne Verein, bis ihn Portimonense SC verpflichtete. Hier durfte er allerdings wegen einer fehlenden Spielerlaubnis erst in der kommenden Saison aktiv werden. 2022 wechselte er zu Tuzlaspor und von 2023 bis 2024 war er bei İstanbulspor.

### Nationalmannschaft
Von 2013 bis 2014 absolvierte Imbula einige Spiele für die U-20- und U-21-Auswahlen Frankreichs, ehe er sich Ende 2015 dazu entschied, für die belgische Nationalmannschaft aufzulaufen. Doch eine Berufung kam dort nie zustande und so spielte er im November 2019 zweimal für die A-Nationalmannschaft der Demokratischen Republik Kongos.